# Alexandra Bircken
Alexandra Bircken (* 1967 in Köln) ist eine deutsche Installations- und Objektkünstlerin.

## Leben
Bircken studierte von 1991 bis 1995 Modedesign an der Central Saint Martins College of Art and Design in London und schloss mit dem Bachelor of Arts ab. Im Jahr 2004 erhielt sie ein Atelierstipendium des Kölnischen Kunstvereins. Von 2018 bis 2023 war sie Professorin für Bildhauerei an der Akademie der Bildende Künste München. Seit 2023 ist sie Professorin an der Kunstakademie Düsseldorf.
Für ihre Skulpturen und Installationen greift sie auf eine Bandbreite an Materialien zurück: Von Alltagsgegenständen wie Verpackungen für Haarkolorationen, Schaukelpferden und zersägten Motorrädern über Textilien in Handarbeit und maschinell verarbeiteter Form bis zu organischen Stoffen, etwa Holz, Leder, Knochen oder einer Plazenta.
Alexandra Bircken lebt und arbeitet in Berlin und München.

## Ausstellungen
- 2025: Soma, Sema, Soma, Kunsthaus Biel/Bienne[3]
- 2022/23: Museum Brandhorst, München: Future Bodies from a Recent Past – Skulptur, Technologie, Körper seit den 1950er-Jahren
- 2022: Centre Régional d’Art Contemporain Occitanie / Pyrénées-Méditerranée, Sète: A - Z  (Einzelausstellung)
- 2021/22: KINDL – Zentrum für zeitgenössische Kunst, Kesselhaus Berlin: Fair Game (Einzelausstellung)
- 2021/22: Museum Brandhorst, München: Alexandra Bircken: A - Z (Einzelausstellung)
- 2019: Secession, Wien: Unruhe (Einzelausstellung)
- 2017 Museum Abteiberg, Mönchengladbach: Alexandra Bircken Stretch
- 2013 BQ Berlin: Inside out, Gallery Weekend (Einzelausstellung)
- 2013 David Zwirner London: Days in Lieu (Gruppenausstellung)
- 2012 Herald St, London: Recent works (Einzelausstellung)
- 2012 Bonner Kunstverein: U knit (Bonn)
- 2012 Hamburger Kunstverein: Hausrat (Einzelausstellung)
- 2012 Sprengel Museum Hannover (Gruppenausstellung)
- 2011 Haus der Kunst, München: Skulpturales Handeln (Gruppenausstellung)
- 2011 Studio Voltaire, London (Einzelausstellung)
- 2011 Kimmerich, New York: Think of me (Einzelausstellung)
- 2011 Hohenlockstedt Bosskamp Stiftung: 1+1 (Einzelausstellung)
- 2010 Kölnischer Kunstverein, Köln: Alexandra Bircken (Einzelausstellung)
- 2009 BQ, Berlin: Alles muss raus (Einzelausstellung)
- 2009 Herald St, London: Crossings (Einzelausstellung)
- 2008 Aspen Art Museum, Aspen: Now you see it
- 2008 Kunst im Tunnel, Düsseldorf: Vom Gehen in viele Richtungen
- 2008 Biennale Brüssel, Brüssel
- 2008 Museum Boijmans Van Beuningen, Rotterdam: Borders
- 2008 Ursula Blickle Stiftung, Kraichtal-Unteröwisheim: Alex Bircken / Simon Denny (Einzelausstellung)
- 2008 Schloss Dyck, Jüchen: Paradies und zurück – Sammlung Rheingold
- 2008 Stedelijk Museum, Amsterdam: UNITS[4]
- 2008 Martian Museum of Terrestrial Art, Barbican Centre, London
- 2007 Barbara Gladstone
- 2007 New Museum of Contemporary Art, New York: Unmonumental: The Object In The 21st Century
- 2007 Project Space, London: Hope and Despair
- 2007 Confederation Centre of the Arts, Charlottetown: Common Threads
- 2007 Kunstverein Braunschweig: Um-Kehrungen
- 2007 Maison populaire – Centre d’art Mira Phalaina, Montreal: L’homme nu - Volume 2/3: Paysages visités
- 2007 Maison populaire – Centre d’art Mira Phalaina, Montreal: L’homme nu - chapitre 1: Allures anthropomorphes
- 2006 Öffentlicher Raum Nürnberg: Das Große Rasenstück
- 2005 Westfälischer Kunstverein, Münster: fünfmalskulptur
- 2005 Maureen Paley, London: Alex Bircken, Mari Eastman, Maaike Schoorel